# Rhythm and Business
Rhythm and Business er et musikalbum fra soul/funk-bandet Tower of Power. Albummet indeholder 13 numre.